# تاکه‌بایاشی تاکاشیگه
تاکه‌بایاشی تاکاشیگه، تاداشیچی (به ژاپنی: 武林 隆重 Takebayashi Takashige); ۱ ژانویهٔ ۱۶۷۲ – ۲۰ مارس ۱۷۰۳) سامورایی یکی از چهل و هفت رونین بود. او در قلمروی آکو متولد شد اما خاندان او در اصل اهل هانگژو، چجیانگ در چین بودند. پدربزرگ او سرباز دودمان مینگ بود که پس از تهاجم ژاپن به کره (۱۵۹۸–۱۵۹۲) اسیر شد و در قلمروی هیروشیما مستقر شد. پدربزرگ او ابتدا به عنوان پزشک به خاندان موری خدمت می‌کرد. بعدها خانواده او به قلمروی آکو نقل مکان کردند.

## نقش در حمله آکو
تاکاشیگه به جوخه انتقام پیوست که به دنبال کشتن کیرا بودند. پس از حمله به عمارت کیرا یوشیناکا، تاکاشیگه به گروه دروازه جلویی وابسته بود و به خانه یوشیناکا نفوذ کرد. او در یک انباری یک مرد با موی سفید را پیدا کرد که پنهان شده بود هنگامیکه او را با نیزه زد او مقاومت کرده دست به شمشیر کوتاه خود برد در همین زمان هازاما میتسواوکی سر او را گرفت و از تن جدا کرد. آنها جای زخم روی شانه این مرد را به عنوان زخمی که توسط اربابشان ناگانوری به جا مانده‌است شناسایی کردند.
تاکاشیگه و دیگر رونین‌ها سر بریده او را در مقابل مقبره آسانو ناگانوری قرار دادند تا موفقیت خود را به ارباب خود اعلام کنند.
تاکاشیگه در سال ۱۷۰۳ حکم سپپوکو را دریافت کرد. وی هنگام مرگ ۳۲ ساله بود.